# José Antonio Cagigas
José Antonio Cagigas Rodríguez (Escalante, Cantabria, 14 de noviembre de 1952) es un matemático y político español del Partido Popular que desempeñó el cargo de presidente del Parlamento de Cantabria entre 2011 y 2015.

## Biografía
Titulado en Ciencias Exactas por la Universidad de Valladolid. Profesor de matemáticas y director del IES Santa Clara de Santander. Ocupó el puesto de director provincial (entre junio de 1996 y noviembre de 1998) y director general de Centros Educativos (entre noviembre de 1998 y agosto de 1999), ambos cargos pertenecientes al Ministerio de Educación y Cultura.
En agosto de 1999 fue nombrado consejero de Cultura y Deporte del Gobierno de Cantabria, consejería a la que se sumó la cartera de Turismo (2001), ocupándola hasta 2003. Desde 2003 hasta 2015 ha sido diputado del Parlamento de Cantabria.
El 16 de junio de 2011 fue elegido presidente del Parlamento de Cantabria con el apoyo de los 20 diputados del Partido Popular y el voto en blanco del PRC y del Partido Socialista de Cantabria. Tras las elecciones autonómicas de 2015, abandonó el cargo el 18 de junio de 2015.